# Fondation mathématique Jacques-Hadamard
 (juillet 2020).
La fondation Mathématique Jacques Hadamard (FMJH) a été créée le 2 février 2011 comme fondation abritée de la Fondation de coopération scientifique campus Paris-Saclay. Sur décision du Premier ministre en date de 2010, elle bénéficie d'une dotation non consomptible de 40 millions d'euros dans le cadre du plan campus. Elle change de statut en 2018 et devient une fondation partenariale.

## Périmètre de la FMJH
Ses membres fondateurs sont des laboratoires de mathématiques associés au CNRS : le Centre Borelli à l'ENS Paris-Saclay, le Laboratoire de mathématiques d'Orsay à l'Université Paris-Saclay, le Centre de Mathématiques Appliquées et le Centre de Mathématiques Laurent Schwartz à l'École Polytechnique et le Laboratoire Alexander Grothendieck à l'IHES, ainsi que le CNRS lui-même.
Depuis 2011 aux cinq fondateurs sont venus s'associer d'autres laboratoires de mathématiques des institutions du campus Paris-Saclay (CentraleSupélec, AgroParis-Tech, INRA Jouy-en-Josas, ENSIIE, Université d'Évry, Université de Versailles Saint-Quentin-en-Yvelines, ENSTA et depuis juin 2020 ENSAE). En tout une douzaine de laboratoires de mathématiques regroupant près de 800 mathématiciens et mathématiciennes sont aujourd'hui affiliés à la FMJH.
La FMJH conduit des actions qui visent à fédérer la communauté mathématique de Paris-Saclay apportant notamment des moyens à deux entités créées en 2015 :  une mention unifiée de master "mathématiques et applications" ainsi qu'une école doctorale commune (EDMH). 
La scission du projet "Paris-Saclay" initial a conduit en 2019 à la création de deux institutions distinctes (l'université Paris-Saclay d'une part, et l'Institut Polytechnique de Paris d'autre part). Tant le master que l'école doctorale sont à présent co-accrédités par l'université Paris-Saclay et l'Institut Polytechnique de Paris.

## Activités de la FMJH
La fondation finance sur ses fonds propres ou ceux du LabEx mathématiques Hadamard qu'elle pilote depuis 2012 :
- des bourses d'excellence de niveau master, doctoral et post-doctoral ouvertes à l'international[6],
- un programme de soutien à la médiation ("votre région fait des maths")[7],
- des programmes de recherche en interface avec d'autres sciences comme par exemple en "mathématiques de l'intelligence artificielle"[8],
- des réseaux internationaux de recherche[9],
- des cours à destination des jeunes chercheurs, les "leçons Hadamard"[10] dispensés par des mathématiciens et mathématiciennes dont deux (Martin Hairer et Peter Scholze) ont obtenu ensuite la médaille Fields,
- des événements scientifiques tels que des colloques ou des écoles d'été[11],
- des aides aux séjours de longue durée pour les jeunes chercheurs (programme de "visibilité scientifique junior")[12].

La FMJH anime également avec EDF un programme de mécénat : le programme Gaspard Monge pour l'optimisation (PGMO) qui s'est ouvert récemment à la science des données. Fin juin 2020 dans son classement thématique international, l'université Jiao Tong de Shangai a classé l'Université Paris-Saclay au premier rang mondial en mathématiques.